# La tentación de San Antonio (Ernst)
La tentación de San Antonio es una pintura de 1945 del artista alemán Max Ernst. Representa al padre del desierto san Antonio Abad mientras es atormentado por demonios en su retiro egipcio.  La pintura se encuentra en el Museo Lehmbruck de Duisburgo, Alemania. 
La pintura fue realizada para el "Concurso Internacional de Arte Bel Ami", donde se pidió a once pintores surrealistas y realistas mágicos que presentaran una pintura para ser utilizada en la película de Albert Lewin Los asuntos privados de Bel Ami, basada en la novela de Guy de Maupassant, Bel Ami. La pintura, que debería tener unas dimensiones de 108 x 128 cm y trataría sobre el tema tradicional de la tentación de San Antonio, se mostraría como el único segmento en color de la película, filmada en blanco y negro.  Los artistas invitados fueron Ivan Albright, Eugène Berman, Leonora Carrington, Salvador Dalí, Paul Delvaux, Max Ernst, O. Louis Guglielmi, Horace Pippin, Abraham Rattner, Stanley Spencer y Dorothea Tanning. Todos los concursantes excepto Fini sí entregaron un cuadro. Los jueces del concurso fueron Marcel Duchamp, Alfred Barr y Sidney Janis. 
Todos los artistas que presentaron una pintura recibieron 500 dólares, mientras que el ganador recibió un premio de 3000 dólares. Ernst ganó el concurso y su cuadro se mostró en la película. La pieza presentada por Dalí también se hizo famosa por derecho propio. 

## Descripción
Si bien el planteamiento de la escena es fantasioso, y Ernst estuvo cercano al movimiento surrealista en los años 1920 y 30, en realidad la principal influencia es la tradición gótica y renacentista alemana, especialmente Las tentaciones de San Antonio de Matthias Grünewald.
El santo aparece tendido boca arriba envuelto en una túnica roja, acosado alrededor por criaturas demoníacas con formas híbridas, de plantas, animales y humanos, en primer plano ante un extraño entorno pantanoso con un estanque de tonalidades verdosas rodeado de formaciones pétreas. En este fondo empleó la técnica de la decalcomanía para acentuar la impresión onírica.  Max Ernst comentó sobre la obra que San Antonio aparece clamando por auxilio, en las aguas anquilosadas de su alma decadente y recibiendo como única respuesta los ecos de sus más profundos miedos: las irónicas risas de los engendros fugados de su propia fantasía.

## Recepción
El crítico de cine de The New York Times, Bosley Crowther, calificó la pintura de Ernst de «francamente repugnante» y escribió que «parece una langosta hervida en mal estado».